# Русские летописи
Русские летописи — летописи, исторические сочинения XI—XVIII веков Руси, в которых повествование велось по годам (по «летам», откуда название).
Памятники древнерусской литературы. Основной письменный источник по истории древней Руси, России и других восточнославянских земель допетровского времени. Имели распространение в Киевской Руси, Русских землях и княжествах, Великом княжестве Литовском и Русском государстве. По видовым признакам близки западноевропейским анналам и хроникам. Начало древнерусского летописания относится к XI веку, когда в Киеве начали делать исторические записи, хотя летописный период (период, описанный по годам) начинается в них с IX века.
В ранней летописной традиции — от реконструируемого «Древнейшего сказания» середины XI века до «Повести временных лет» начала XII века, в окончательном виде сформирована «мы-концепция» народа руси.

## Текстология и содержание
Погодная запись (запись событий одного года) в летописи обычно начиналась словами: «Въ лѣто…» («В год…») — отсюда летописи получили своё название. Количество сохранившихся летописных памятников, по условным оценкам, составляет порядка 5000.
Большинство летописей в виде оригиналов не сохранились, известны только их копии и частичные переработки — так называемые списки (от спи́сывать), созданные в XIII—XIX веках. Только в списках сохранились в том числе и древнейшие летописи XI—XII веков. Списки классифицируются по видам, (редакциям), изводам. Многие части летописного повествования известны в качестве отдельных произведений, в тексте летописи часто прослеживаются соединения из разных источников. Все эти особенности наводят на мысль, что сохранившиеся летописи — это сборники разнообразного материала, многие из первоначальных источников которых не дошли до нашего времени. Мысль эта, впервые высказанная П. М. Строевым, ныне составляет общее мнение. В настоящее время признано, что большинство сохранившихся летописей представляют собой своды предшествующих текстов.
Имеют место три основных типа летописных текстов: синхронные погодные записи, ретроспективные «хроники» (например, текст в составе Ипатьевской летописи за XIII век), характеризующиеся монотематизмом, и летописные своды.
Древнейшими сохранившимися списками (рукописями) летописей являются пергаменные «Летописец вскоре» патриарха Никифора с ростовскими известиями (последняя четверть XIII века), Синодальный список Новгородской первой летописи старшего извода (вторая половина XIII века, вторая четверть XIV века), Лаврентьевская летопись (список 1377 года) и бумажная Ипатьевская летопись (1420-е годы). Более ранние летописные своды реконструируются учёными на основе изучения сохранившихся письменных памятников.
В Древней Руси летописями могли называться не только точно датированные записи, но и расположенные в хронологическом порядке описания деяний без разбивки на годовые статьи. Каждая летопись или летописный свод считается самостоятельным цельным литературным произведением, которое имеет свои структуру, замысел и идейную направленность.
Как правило, летописи излагают русскую историю от её начала. Иногда они начинались библейской, античной и византийской историей. Новые летописи часто создавались как своды предшествующих летописных памятников и различных материалов (исторических повестей, житий, посланий и др.) и заключались записями о современных составителю событиях. Большинство русских летописей, помимо погодных записей, содержат в своём составе документы (международные договоры, частные и публичные акты), самостоятельные литературные произведения («повести», «слова», жития святых и другие агиографические тексты, сказания) или их отдельные фрагменты, записи фольклорного происхождения. Литературные произведения часто использовались в качестве исторических источников. В составе летописей сохранились многие произведения древнерусской литературы: «Поучение Владимира Мономаха», «Сказание о Мамаевом побоище», «Хожение за три моря» Афанасия Никитина и др. Основное внимание в летописях сосредоточено на деяниях правителей (князей, позже царей), их окружению, церковным иерархам, войнам и конфликтам. Мало сведений даётся о широких слоях населения и культуре. Чрезвычайно мало непосредственных сведений об экономических отношениях.
Названия большинства русских летописей, принятые в современной литературе, не соответствуют их оригинальным (собственным) названиям и носят условный характер. Они получили наименования, как правило ещё в ранний период их изучения в зависимости от происхождения, места хранения, принадлежности какому-либо лицу. Нумерация в названиях некоторых летописей (Новгородские первая — пятая, Софийские первая и вторая, Псковские первая — третья) также условна, она связана не со временем их создания, а с порядком публикации или другими обстоятельствами.
В ранней летописной традиции — от реконструируемого «Древнейшего сказания» середины XI века до «Повести временных лет» начала XII века, в окончательном виде сформирована «мы-концепция» народа руси. Предисловие к реконструируемому «Начальному своду», составленному на рубеже XI—XII веков передавало отчётливое представление о народе руси. Этим народом, согласно тексту, правят русские князья, он населяет Русскую землю. Эти представления усиливает мотив «богоизбранности» Русской земли — страны, и эсхатологические коннотации. «Повесть временных лет» включила устную мифоэпическую традицию, созданную древнерусской элитой, и переработав её, сформировала письменную историю народа руси. Памятник соединил аутентичные фрагменты исторической памяти с литературно-историографическими конструктами, топосами, в первую очередь библейскими. Так ранние летописцы фиксировали и в то же время «изобретали» этноисторическую традицию народа руси. Отделение руси («своих») от других народов («чужих») в ранних летописных памятниках было завершено, а также, хотя и специфически, отрефлексировано. Ранняя летописная традиция воспринимала этноним «русь» семантически как специфический этноним-политоним, который обозначал как новую общность Восточно-Европейской равнины, образованную из предшествующих, так и политию Рюриковичей. В «Повести временных лет» представления о руси как о христианском народе, исконно проживающем в Русской земле, даны в ещё более полном и завершённом виде.

## Обстоятельства и цели создания
Русские летописи составлялись, как правило, при дворах князей, кафедрах церковных иерархов и в монастырях.
Сами летописцы крайне редко сообщали какие-либо прямые сведения о себе или своей работе, поэтому в большинстве случаев указания в литературе на время, место и, тем более, цели создания летописных памятников являются предположениями или результатами реконструкции.
А. С. Пушкиным был создан романтический облик «внимавшего равнодушно добру и злу» летописца. Однако сравнение летописных текстов позволяет выявить наличие их ярко выраженной политической направленности и резкие изменения последней при редактировании текстов. Известный исследователь летописных сводов А. А. Шахматов и его последователи, помимо реконструкции истории создания летописных сводов, стремились установить личность и взгляды их авторов, а также определить место летописи в политической борьбе своего времени. Ярко эта тенденция проявилась в работе М. Д. Присёлкова. Накануне революционных событий 1917 года в России Шахматов писал, что «рукой летописца управлял в большинстве случаев не высокий идеал далекого от жизни и мирской суеты благочестивого отшельника, умеющего дать правдивую оценку событиям, развертывающимся вокруг него, и лицам, руководящим этими событиями, — оценку религиозного мыслителя, чающего водворения Царства Божия на земельной юдоли — рукой летописца управляли политические страсти и мирские интересы».
Большая часть исследователей связывает цели летописания с борьбой за власть. Д. С. Лихачёв, В. Г. Мирзоев и А. Ф. Килунов писали об образовательных и назидательных задачах русского летописания. По наиболее распространённому мнению, русское летописание представляет собой род публицистики, имеющей форму исторического сочинения.
Е. К. Ромодановская, вслед за Лихачёвым, исследовала историческую природу вымысла в рамках древнерусской историографии и отчасти реабилитировала «романтический» образ летописца. Предполагается, что древнерусскому автору было свойственно стремление к «правдивости», поскольку «вымысел» был невозможен в условиях существования независимых политических оппонентов и противники: русские летописи с самого начала велись в разных политических центрах, в Киеве и Новгороде. Когда Москва подчинила последнее «вольную» землю — Новгородскую, разрушается система «правдивого» официального летописания. Придворная историография теперь фиксирует только то, что является необходимым для великокняжеской власти и впервые получает возможность введения, по терминологии Лихачёва, «государственного вымысла» в историю, политическую легенду и публицистику, примерами чего являются «Сказание о князьях Владимирских», конструкции, связанные с идеей «Москва — третий Рим», историческое
повествование XVI века. Я. С. Лурье назвал традиции новгородского и московского летописания XV века «двумя историями Руси».
По мнению Т. В. Гимона, политическая тенденция не была определяющей при создании летописных текстов. Точке зрения о летописях как преимущественно политико-публицистических сочинениях противоречат как наличие частей летописных сводов, посвящённых отдалённым от летописца временам, так и ведение кратких погодных записей. Кроме того, письменные памятники, бытовавшие в ограниченном числе экземпляров (судя по малому числу сохранившихся списков и редакций), политические оценки которых зачастую были к тому же завуалированными, не могли оказывать реального влияния на политическую позицию каких-либо слоёв общества. Учёный считает, что летопись могла иметь значение юридического документа, фиксировавшего правовые прецеденты, на который ссылались представители правящей династии для подтверждения некой традиции, и, таким образом, была рассчитана не на настоящее, а на будущее.
По мнению И. Н. Данилевского, летописи имели эсхатологическое назначение. Начиная со второй половины XI века они приобретают функцию «книг жизни», которые должны были фигурировать на Страшном суде. Приводимые им аргументы, по оценке Гимона, являются косвенными, тем не менее, последний не отвергает возможность такого понимания летописцами своих целей, о чём может свидетельствовать наличие второго, эсхатологического плана в ряде летописных текстов и сама форма погодного летописания, запись фактов из жизни людей, а также сведений о стихийных явлениях (знамениях).
Гимон предполагает, что летописание имело одновременно несколько целей: апелляция к нему власти для укрепления своего авторитета, запись прецедентов и эсхатологическое назначение летописания. Предположительно, письменное слово пользовалось бо́льшим авторитетом, чем устное в связи с представлениями о сакральности письменности. По этой причине сильные политические корпорации стремились обзавестись своим летописанием, чтобы обеспечить себе и своим членам будущее, как в земной жизни, так и на Страшном суде. Летописание, таким образом, рассматривается как одна из функций политической власти.
В. Я. Петрухин писал, что тенденциозность начального летописания, ориентированного на библейскую традицию, принципиально отличалась от тенденциозности позднесредневековых сочинителей. «Для первых русских лето-
писцев недопустимым было творение неизвестных Библии потомков Ноя, вроде Леха, Чеха и Руса и т. п.».

## Язык
Язык русских летописей разнообразен и не представляет собой однородную систему. В то же время единство письменной культуры в течение большей части истории Руси и работа редакторов определили некоторое единство языка.
Языковой основой летописного языка древнерусского периода стал древнерусский извод церковнославянского языка. Он включил многие русизмы, заимствования из разговорного и делового — древнерусского языка. В отличие от религиозных текстов, в летописях эти древнерусские языковые черты проявились в значительной полноте. Кроме этих двух стилистических типов языка в летописях нашли отражение также диалектические отличия. Отдельные языковые черты, в фонетике, лексике и др., указывают на регион происхождения источника. Грамматические и синтаксические явления локализуются труднее.
Белорусско-литовские летописи написаны на западнорусском письменном языке.

## Ранняя история
Схема древнейшего русского летописания, в целом разделяемая современными учёными, была разработана А. А. Шахматовым. В концепции Шахматова начальным этапом русского летописания был «Древнейший свод», составленный около 1039 года при Киевской митрополичьей кафедре. М. Д. Присёлков датировал его 1037 годом. Предположительно, в 1073 году этот свод был продолжен и дополнен иеромонахом Киево-Печерского монастыря Никоном Печерским. Считается, что около 1093—1095 годов на основе «Древнейшего свода» и ряда других источников игуменом Киево-Печерского монастыря был составлен так называемый «Начальный свод» (предполагаемое оригинальное заглавие — «Временьник, иже нарицаеться летописание Русьскых князь и земля Русьская…»).
Согласно схеме Шахматова, несколько позднее создаётся «Повесть временных лет», в основу которой лёг «Начальный свод», дополненный выписками из византийских хроник и материалами киевского княжеского архива (русско-византийские договоры).
Предположительно, первоначальная несохранившаяся редакция «Повести временных лет» была создана около 1113 года монахом Киево-Печерского монастыря Нестором (авторство спорно). В 1116 году летопись была переработана игуменом киевского Выдубицкого монастыря Сильвестром и создана её Вторая редакция. Сильвестровская, или вторая редакция сохранилась в составе Лаврентьевской летописи. В 1118 году неизвестным автором по поручению новгородского князя Мстислава Владимировича была создана третья редакция. Она сохранилась в составе Ипатьевской летописи. В дальнейшем в региональном летописании «Начальный свод» и «Повесть временных лет» часто использовались при изложении ранней русской истории.
В 1850—1860-х годах появилась концепция, согласно которой русское летописание возникло в форме анналистических заметок, а затем подверглось поэтапной нарративизации (М. И. Сухомлинов, И. И. Срезневский и др.). В настоящее время в трудах ряда исследователей (В. Ю. Аристов, Т. В. Гимон, А. А. Гиппиус, А. П. Толочко) эта теория возрождается. Согласно взглядам этих учёных, русское летописание возникло в Киеве на рубеже X и XI веков и велось в виде коротких анналов вплоть до создания «Повести временных лет». Погодные записи были краткими, фактографичными, в них отсутствовали сложные нарративные конструкции. С течением времени повышалась их точность, появились точные даты, увеличивался объём сведений, расширялась тематика, делались нарративные вставки и дополнения.
Д. С. Лихачёв, вслед за Н. К. Никольским, выводил начало русского летописания из западнославянского (мораво-паннонского) сказания.

## Летописи отдельных русских земель
Летописи Русских земель XII—XIV веков содержат преимущественно местные известия. Монгольское нашествие вызвало временный упадок летописания. В XIV—XV веках оно снова развивается. Крупнейшими центрами летописания стали Новгород, Псков, Ростов, Тверь, Москва. Летописные памятники по-прежнему отражали в основном события местного значения — светские политические (рождение и смерть князей, выборы новгородских и псковских посадников и тысяцких, военные походы, битвы и др.), церковные (поставление и смерть епископов, игуменов, строительство храмов и др.), неурожаи и голод, эпидемии, примечательные явления природы и др.
В Москве XVI века летописание переживало расцвет. В XVII летописная форма повествования постепенно отмирала. В XVII—XVIII веках в устойчивой форме она сохранялась только в провинциальных летописных центрах, а к концу XVIII века исчезла.

### Киевские и Галицко-Волынские летописи
Начальные летописные своды и погодные записи, производимые в Киеве сформировали киевское летописание, развивавшееся в XII — первой трети XIII веков. В Киеве XII века летописание велось в Печерском и Выдубицком монастырях и при княжеском дворе. Основным летописным сводом стала составленная в Выдубецком монастыре Киевская летопись, датируемая 1198 годом. В. Т. Пашуто считал, что киевское летописание велось до 1238 года.
Предположительно, с середины XII века отдельные летописные записи делались в Галиче и Владимире-Волынском. Галицко-волынское летописание XIII века велось при дворах галицко-волынских князей и кафедре епископов. Отдельные части Киевского свода вошли в состав Галицко-Волынской летописи XIII века. В конце XIII века последняя была соединена с Киевским сводом 1198 года.
Киевская и Галицко-Волынская летописи известны в составе Ипатьевской летописи.

### Новгородские летописи
По мнению А. А. Шахматова и других исследователей, изучавших «Повесть временных лет», Новгородскую первую летопись и ряд других сводов, самый ранний новгородский летописный памятник был создан между 1039 и 1042 годами и представлял собой копию или сокращённую выборку одной из киевских летописей, возможно, Древнейшего свода. Эта новгородская летопись несистематически пополнялась до 1079 года. Согласно реконструкции А. А. Гиппиуса и Т. В. Гимона, около 1093 года на основе новгородского летописания и киевского Начального свода был составлен Новгородский свод. В 1110-х годах последний был дополнен выписками из киевского летописания и записями новгородских событий конца XI — начала XII веков и создан свод Всеволода. С этого времени, как предполагается, погодные записи стали вестись регулярно. Во второй половине 1160-х годов Германом Воятой был, предположительно, составлен Новгородский владычный свод, продолженный им до 1188 года. Владычное летописание (летописание при Новгородской архиепископской (владычной) кафедре) велось почти без перерывов до 1430-х годов (так называемая Новгородская владычная летопись). Гиппиус считает также, что Герман Воята создал летописный свод Юрьева монастыря, который около 1195 года лёг в основу нового свода того же монастыря.
В XII — первой половине XV веков на основе Новгородской владычной летописи формируется текст Новгородской первой летописи, известной в двух изводах (редакциях). Старший извод представлен пергаменным Синодальным списком XIII—XIV веков, древнейшим из сохранившихся списков русских летописей. Младший извод сохранился в нескольких списках, самые ранние из которых относятся к 1440-м годам.
Следующий этап развития новгородского летописания представлен в двух подборках Новгородской Карамзинской летописи, доведённых соответственно до 1411 и 1428 годов. Летопись включила не только новгородские, но и общерусские известия. Известна в одном списке конца XV — начала XVI веков. Общерусским событиям уделяет внимание также Новгородская четвёртая летопись. Она имеет старшую редакцию, доводящую изложение событий до 1437 года и известную в списках 1470-х годов и первой четверти XVI века, и младшую редакцию, доведённую до 1447 года со списками с последней четверти XV века. Особой переработкой этой летописи является Новгородская пятая летопись, доведённая до 1446 года и известная в списке конца XV века. В ней прослеживается обратное стремление излагать в основном местные события.
Текст Новгородской четвёртой летописи вплоть до 1418 года совпадает с текстом Софийской первой летописи. Основываясь на одном из известий, Шахматов определил общий протограф этих летописей как «свод 1448 года» (Новгородско-Софийский свод). Этот свод, по Шахматову, был создан в Новгороде в 1430-е или 1440-е годы. По мнению учёного, он был результатом объединения двух источников — Новгородской летописи 1420-х годов («Софийского временника») и общерусского «Владимирского полихрона» 1421 года. М. Д. Присёлков считал, что общий протограф Софийской первой и Новгородской четвёртой летописей был не новгородским, а общерусским (митрополичьим) сводом. Я. С. Лурье отверг предположение о наличии у Новгородско-Софийского свода особого общерусского источника, «Владимирского полихрона» 1418—1421 годов. По его мнению, сам Новгородско-Софийский свод являлся общерусским (митрополичьим) сводом, соединившим в себе общерусское, новгородское, суздальско-ростовское, южнорусское, псковское и тверское летописание. В реконструкции А. А. Гиппиуса в качестве одного из основных источников Новгородско-Софийского свода рассматривается Новгородская владычная летопись. Новгородская Карамзинская летопись рассматривалась Шахматовым либо в качестве первоначальной редакции Новгородской четвёртой летописи, либо как отражение Новгордско-Софийского свода. Лурье считал первое более вероятным.
Новгородское летописание 1447—1469 годов в наиболее полном виде представлено в составе Летописи Авраамки. Первая её часть доведена до 1469 года и относится к концу 1460-х — началу 1470-х годов, вторая составлена в 1495 году. Более краткие версии летописания этого периода сохранились в некоторых списках Новгородской четвёртой летописи и в Летописце епископа Павла, излагающем события до 1461 года и представленным списком второй половины XVI века.
В 1478 году Новгородская республика лишилась независимости, однако летописание в Новгороде продолжалось до XVI—XVII веков и позднее. В 1539 году по указанию архиепископа Новгородского Макария на основе Новгородской четвёртой летописи был составлен летописный свод, известный как Новгородская летопись Дубровского (Новгородская четвёртая летопись по списку Дубровского), в которой изложение доводилось до 1539 года. Известна в списке конца XVI — начала XVII веков. На рубеже XVI и XVII веков была создана Новгородская Уваровская летопись. Она включает непрерывный летописный текст до 1606 года и отдельные известия 1612, 1645 и 1646 годов. При написании известий с 1500 года были использованы некие несохранившиеся новгородские источники.
Новгородское летописание было возрождено в 1670—1680-е годы благодаря деятельности патриарха Иоакима. К этому периоду относятся Новгородская третья летопись. Известна в пространной редакции, которая в первоначальном виде была создана около 1674—1676 годов, в окончательном — в 1682 году или несколько позднее, и краткой редакции, в полном виде созданной около 1682—1690 годов, в кратком — около 1690—1695 годов. К тому же периоду принадлежит Новгородская Забелинская летопись, составленная около 1680—1681 годов. Изложение в ней доведено до 1679 года. Характеризуется как крупнейшая и по объёму, и по разнообразию источников. Последним значительным памятником новгородского летописания является Новгородская Погодинская летопись, составленная в 1680—1690-х годах. Первоначально она была доведена до конца XVII века, в некоторых списках продолжена до конца XVII и начала XIX веков. Новгородские летописи конца XVII века отличаются наличием в них систематических ссылок на источники и некоторой критикой источников.

### Переяславские летописи
В первой четверти XII века в городе Переяславле Русском был создан епископский летописец, продолжавшийся до 1175 года. Его сменил княжеский летописец, продолжавшийся до 1228 года или несколько дольше.

### Черниговские летописи
Домонгольское черниговское летописание выделяется в результате реконструкции. В 1140-х годах был создан Летописец Святослава Ольговича. Он был продолжен при его сыновьях — Олеге Святославиче (ум. 1180) и Игоре Святославиче (ум. 1201).

### Летописи Северо-Восточной Руси
С середины XII века, вероятно, существовали летописные записи в Ростово-Суздальской земле. Во Северо-Восточной Руси в число главных центров летописания входили Владимир, Суздаль, Ростов и Переяславль.
С конца 1150-х годов во Владимире начали создаваться систематические летописные записи. В 1177 году при владимирском Успенском соборе был составлен первый владимирский летописный свод. В 1193, 1212 и 1228 годах были созданы новые великокняжеские своды. Местные известия в них сочетались с известиями из переяславских (Переяславля Русского) летописей.
В XII веке во Владимире была создана Радзивилловская летопись, известная в двух списках XV века, в том числе Радзивилловский список, который включает более чем 600 миниатюр.
Сохранившимися памятниками летописания Владимиро-Суздальской Руси являются Лаврентьевская летопись, включающая «Повесть временных лет», продолженную владимиро-суздальскими известиями до 1305 года, а также Летописец Переяславля Суздальского XV века и Радзивилловская летопись.
В XIII—XV веках систематическое летописание велось в Ростове при дворе епископов. Его фрагменты прослеживаются в общерусских сводах XV—XVI веках, в том числе в Ермолинской летописи конца XV века.

### Псковские летописи
В XIII веке возникает псковское летописание. С начала XIV века оно велось при псковском Троицком соборе под руководством посадников. Протограф сохранившихся псковских летописей датируется 1450-ми или началом 1460-х годов. Он включал местные летописные записи, хронографические материалы, некоторый смоленско-литовский источник и др. Согласно А. Н. Насонову, протограф был дополнен другими материалами, в результате чего появились своды 1464, 1469, 1481 и кон. 1480-х годов. Старшей сохранившейся псковской летописью является Псковская вторая летопись, доведённая до 1486 года и известная в одном списке середины 1480-х годов. Насонов считал этот список копией протографа летописи. Свод 1481 года лёг в основу двух направлений псковского летописания. Последнее продолжалось и после потери Псковской республикой независимости в 1510 году. Первое направление представлено сводом 1547 года — Псковской первой летописью. Её составитель сочувствовал московским государям, но обличал их наместников. Второе направление — сводом 1567 года игумена Псково-Печерского монастыря Корнилия — Псковской третьей летописью, которая отражала настроения оппозиционного Москве боярства.

### Тверские летописи
А. Н. Насонов считал, что с конца XIII века до 1485 года, присоединения Великого Тверского княжества к Русскому государству непрерывно велось тверское летописание. Затем оно было поглощено московским летописанием и сохранилось лишь в отдельных фрагментах. Тверское летописание велось при дворе тверских князей и епископов.
Тверской летописный текст содержался в составе великокняжеского свода 1305 года, положенного в основу Лаврентьевской летописи. Учёные выделяют тверские своды 1327, 1409 и др. годов. Тверские источники читаются в составе Рогожского летописца первой половины XV века, известного в списке середины XV века. Известна также Тверская летопись (Тверской сборник), содержащая фрагменты тверского летописания конца XIII — конца XV веков и представленная в списках XVII века.

### Московские летописи
В XIV веке велись краткие записи митрополичьего двора и семейная хроника московских Даниловичей.
В связи с возвышением Великого Московского княжества местное летописание вобрало в себя и развило общерусскую летописную традицию. В Москве велось как княжеское, так и митрополичье летописание. В 1389 году был составлен «Летописец великий русский», первый московский великокняжеский свод. Следующим значительным памятником летописания стала общерусская по содержанию Троицкая летопись, излагающая события до 1408 года. По мнению В. А. Кучкина, она была составлена после 1422 года. При её создании были использованы разнообразные источники: новгородские, тверские, псковские, смоленские и др. Троицкая летопись отличается преобладанием московских известий и общим благоприятным отношением к московским князьям и митрополитам. Московский великокняжеский свод 1479 года стал одним из крупнейших летописных памятников второй половины XV века. Его идейной основой является обоснование наследственного права великих князей Московских на Новгород. Известна также его более поздняя редакция — Московский великокняжеский свод конца XV века. Другим значительным памятником является Симеоновская летопись, представленная в списке XVI века. Троицкая и Симеоновская летописи дают представление о первом московском общерусском своде начала XV века.
В конце 1520-х годов митрополитом Даниилом была создана Никоновская летопись. Летописный свод представляет собой масштабную компиляцию. Составитель привлёк обширный круг источников (летописных известий, повестей, житий и др.), зачастую уникальных, и создал крупнейший памятник русского летописания XVI века. Свод выдвигает на первый план защиту имущественных интересов Церкви.
До конца 1560-х годов московское летописание велось непрерывно. Наиболее крупные его памятники представлены Воскресенской летописью и «Летописцем начала царства». В основу Воскресенской летописи был положен Московский великокняжеский свод конца XV века. Первая её редакция была начата в 1533 году, последняя, третья, редакция возникла около 1542—1544 годов. «Летописец начала царства» в первоначальной редакции излагал события 1533—1552 годов, затем был продолжен до 1556 и 1560 годов.
Во второй половине XVI века создан Лицевой летописный свод, рассматриваемый как наиболее полная энциклопедия исторических знаний Средневековой Руси. Он был основан на Никоновской летописи. Первые три тома этого свода посвящены всемирной истории и составлены на основании «Хронографа» и других произведений, следующие 7 томов охватывают русскую историю с 1114 по 1567 годы. Последний том, «Царственная книга», был посвящён правлению Ивана Грозного.
Между 1652 и 1658 годами в московском Чудовом монастыре был составлен Патриарший летописный свод 1652 года. Его источниками стали существенно сокращённые тексты Воскресенской и Никоновской летописей, источник, близкий к Новому летописцу, а также ряд повестей и сказаний. В том же монастыре был составлен Патриарший летописный свод 1670-х годов и Патриарший летописный свод 1680-х годов. Последний возник около 1680—1688 годов и представлен в двух редакциях 1690-х годов. Свод 1680-х годов стал одним из важнейших летописей XVII века. Используя обширный исторический материал его, составитель обосновывает концепцию избранности Русского государства и его правителей. Вскоре общерусское летописание исчезает.

### Поздние монастырские и провинциальные летописи
В XV—XVI веках активно развиваются краткие летописцы, место создания которых были монастыри: Кирилло-Белозерский, Иосифо-Волоколамский, Троице-Сергиев, Соловецкий, Спасо-Ярославский.
В Вологде, Великом Устюге и ряде других городов велось собственное, провинциальное летописание. Известна Вологодско-Пермская летопись конца XV — первой половины XVI веков.

### Дальнейшее развитие великорусских летописей
В начале XVI века возник новый тип исторического повествования, представленный в Русском хронографе, в так называемой редакции 1512 года.
В XVI веке возникли и иные виды исторического повествования, отходившие от летописной формы — «Степенная книга» («Книга степенная царского родословия») и «Казанская история» («История о Казанском царстве», «Казанский летописец»). «Степенная книга» была создана в начале 1560-х годов. В ней получила развитие летописная традиция митрополичьей кафедры. Памятник был составлен под наблюдением митрополита Афанасия и проповедовал идеал симфонии церковных и светских властей.
Летописями продолжают именоваться и такие произведения, которые слабо напоминают традиционные летописные памятники. К их числу относятся «Летопись о многих мятежах» и Новый летописец. Последний описывает период с конца царствования Ивана Грозного до 1630 года и является важнейшим памятником первой трети XVII века. Предполагается, что он был составлен в окружении патриарха Филарета. При его составлении было использовано большое число разнообразных источников: официальные грамоты и документы Смутного времени, различные летописи и др. Новый летописец оказал большое влияние на дальнейшее развитие русского летописания. Составлялись его многочисленные продолжения и переработки.

### Сибирские летописи
Начало сибирского летописания относится к первой половине XVII века и приписывается митрополиту Тобольскому Киприану. Сохранилось несколько сибирских летописей, более или менее отклоняющихся одна от другой:
- Киприановская (первая официальная сибирская летопись, основанная на «Написание, како придоша в Сибирь…» конца XVI века). Этот свод Киприана является общим источником Есиповской, Кунгурской и Строгановской летописей[31][32].
- Кунгурская (конец XVI века), написанная одним из участников похода Ермака;
- Строгановская («О взятии Сибирской земли»; 1620—1630 или 1668—1683), основанная на несохранившихся материалах вотчинного архива Строгановых, их переписки с Ермаком;
- Есиповская (1636), составленная Саввой Есиповым, дьяком архиепископа Нектария в память о Ермаке;
- Погодинская (петровского времени), основанная на Есиповской, но с существенными дополнениями[33].
- Ремезовская («История Сибирская», конец XVII века), составленная тобольским сыном боярским С. У. Ремезовым[12], русским энциклопедистом Сибири.

### Белорусско-литовские (западнорусские) летописи
В XIV—XVI веках в Великом княжестве Литовском велись так называемые белорусско-литовские летописи (скорее западнорусские или белорусские, поскольку до XVI века литовской письменности и историографии не существовало, официальным языком Великого княжества Литовского был западнорусский письменный язык). Они были посвящены в основном истории Литовского государства и отличались значительным своеобразием. Летописание развивалось в Смоленске и Полоцке в XIV—XVI веках. Достоверными являются данные этих летописей за период с конца XIV по середину XVI веков.
Летописи имеют общелитовский характер, кроме первого свода, носящего общерусский характер. Погодную сетку имеет в основном текст, излагающий русские известия, реже — литовские, что сближает жанр белорусско-литовских летописей с хрониками.
Имеются три летописных свода. Первый свод, Белорусско-литовская летопись 1446 года (В. А. Чемерицкий называет её «Белорусской первой летописью»), включает Общерусский свод в западнорусской обработке и «Летописец великих князей литовских», составленный около 1428—1430 годов и представляющий собой историческую повесть (без погодного изложения) о борьбе князей Ягайло и Кейстута за литовский престол и о Подолье. Свод известен в 6 списках: Никифоровский, Супрасльский, Академический, Слуцкий и др. Под 1431 годом включает смоленскую хронику, а также похвальное слово великому князю Литовскому Витовту. Летопись описывает историю Литовского государства от смерти Гедимина до смерти великого князя Витовта. В идейном отношении памятник стоит на стороне интересов Литовского княжества и его князей, прежде всего Витовта. Свод отражает эволюцию исторического повествования от летописной к хроникальной системе изложения, более характерной для Польши и Литвы.
В первой половине XVI века был создан второй свод, «Хроника Великого княжества Литовского и Жомойтского». В её основу были положены предшествовавшие белорусско-литовске летописи, дополненные легендарными сведениями по начальной истории Литовского княжества, до Гедимина, и продолженные за период второй половины XV — первой половины XVI веков. Летопись акцентировала внимание на извечном богатстве, могуществе и авторитете Литовского государства, связывала генеалогию великих литовских князей и некоторых аристократических родов с римской аристократией.
В 1550—1570-е годы в Западной или Юго-Западной Белоруссии был составлен третий свод, «Хроника Быховца». Её текст обрывается на 1507 году. Имеет самостоятельную последнюю часть, за 1446—1506 годы, благодаря чему является ценным историческим источником.
Во второй половине XVI века белорусско-литовское летописание прекратилось в связи с потерей Литовским княжеством независимости и изменением самого летописного жанра. Несмотря на это, белорусско-литовские летописи продолжали бытовать на территории Литовского княжества и Русского государства и в XVII—XVIII веках.
В XVII—XVIII веках на территории Белоруссии составлялись летописные памятники, отражавшие местную историю: Баркулабовская летопись, Могилёвская хроника, Витебская летопись и др.

### Украинские летописи
Летописями могут называть некоторые украинские (собственно казацкие) исторические произведения, относящиеся к XVII—XVIII векам. Такое позднее их появление В. Б. Антонович объясняет тем, что это скорее частные записки или иногда даже попытки прагматической истории, а не то, что мы теперь разумеем под летописью. Казацкие летописи, по замечанию того же учёного, имеют своим содержанием, главным образом, дела Богдана Хмельницкого и его современников.
Из летописей наиболее значительны: Львовская, начатая в середине XVI века, доведённая до 1649 года и излагающая события Червонной Руси; летопись Самовидца (от 1648 по 1702 год), по заключению профессора Антоновича, — первая казацкая летопись, отличающаяся полнотой и живостью рассказа, а также достоверностью; обширная летопись Самуила Величко, который, служа в войсковой канцелярии, мог многое знать; труд его хотя и расположен по годам, но имеет отчасти вид учёного сочинения; недостатком его считают отсутствие критики и витиеватость изложения. Летопись гадячского полковника Григория Грабянки начинается 1648 года и доведена до 1709 года; ей предпослано исследование о казаках, которых автор производит от хазар.
Источниками служили частью летописи, а частью, как предполагают, иностранцы. Кроме этих обстоятельных компиляций, существует много кратких, преимущественно местных летописей (черниговские и т. п.); существуют попытки прагматической истории (например «История руссов») и есть общерусские компиляции: Густынская летопись, основанная на Ипатьевской и продолженная до XVI века, «Хроника» Сафоновича, «Синопсис». Вся эта литература завершается «Историей Руссов», автор которой неизвестен. Это сочинение ярче других выразило взгляды украинской интеллигенции XVIII века.

## Источниковедение
В XVIII веке начинается публикация отдельных летописей, которые чаще всего выбираются случайно. Впервые летописный текст был опубликован 1767 году в «Библиотеке Российской исторической, содержащей древние летописи и всякие записки». С 1841 началось издание летописей в серии «Полное собрание русских летописей». В целом было выпущено большое число изданий как целых летописных памятников, так и отдельных их частей.
Изучение истории русского летописания является одним из самых сложных разделов источниковедения и филологии. Русское летописание изучается с того же XVIII века. С этого периода было выпущено несколько тысяч специальных исследований. Начало изучению русских летописей положили В. Н. Татищев и М. М. Щербатов. А. Л. Шлёцер изучал «Повесть временных лет», выявляя ошибки и описок и объясняя «тёмные» места. Первые исследования были небольшими по объёму. Основной проблемой, интересовавшей исследователей летописания XVIII — первой половины XIX веков, был вопрос о Несторе-летописце. Шлёцер на немецком языке создал труд «Нестор» (перевод на русский язык: Ч. I—III. СПб., 1809—1819).
В 1820 году в Предисловии к изданию «Софийского временника» П. М. Строев впервые высказал важное наблюдение: каждая русская летопись — это не труд одного автора, а компиляция, соединение разных текстов, сборник или свод предшествующего материала. В середине XIX века изучение летописей активизируется в связи с началом издания «Полного собрания русских летописей». Выходят монографии и статьи И. И. Срезневского, К. Н. Бестужева-Рюмина, Н. Н. Яниша, И. А. Тихомирова и др. Используя методику Шлёцера и Строева, М. П. Погодин и И. И. Срезневский открыли большое число фактов, облегчивших изучение истории летописей. И. Д. Беляев разделял русские летописи на государственные, фамильные, монастырские и летописные сборники. Он отметил, что позиция летописца была связана с его территориальным и сословным положением. М. И. Сухомлинов («О древней русской летописи как памятнике литературном», 1856) сделал попытку установить литературные источники начальной летописи. К. Н. Бестужеву-Рюмину («О составе русских летописей до конца XIV в.», 1868) принадлежит первый опыт разложения летописного текста на годовые записи и сказания. В целом были сделаны общие предварительные наблюдения, установлена масштабность русского летописания и сложность его анализа.
Новый этап в изучении русского летописания открыл А. А. Шахматов (1864—1920). Его сравнительно-текстологический метод заключался в сличении различных списков и глубоком анализе текста. Учёный стремился выяснить обстоятельства создания каждого летописного памятника и свода, учитывал различные хронологические указания, описки, погрешности языка, диалектизмы. Шахматов впервые построил генеалогию почти всех летописных списков, историю русского летописания XI—XVI веков и одновременно — картину развития русского общественного самосознания («Общерусские летописные своды XIV и XV вв.», 1901; «Обозрение русских летописных сводов XIV—XVI вв.», 1938 — характеристика всех наиболее значительных русских летописей). Начиная с Шахматова, основой анализа текста летописей признаётся сравнение двух и более летописей на всем протяжении их объёма, а не фрагментарные наблюдения. Метод Шахматова развивал М. Д. Присёлков, сделавший больший акцент на историческом аспекте («История русского летописания XI—XV вв.», 1940).
Генеалогия Шахматова была развита и пересмотрена его последователями, среди которых наибольший вклад в изучение русского летописания внесли Н. Ф. Лавров, А. Н. Насонов, Л. В. Черепнин, Д. С. Лихачёв, С. В. Бахрушин, А. И. Андреев, М. Н. Тихомиров, Н. К. Никольский, В. М. Истрин и др. Методология Шахматова легла в основу современной текстологии. А. Н. Насонов, ученик Присёлкова, активнее, чем последний, производил археографические изыскания в древлехранилищах, и открыл для науки большое число новых летописных памятников. Насонов обосновал мнение, противоречащее мнению Шахматова, что русское летописание не прекратилось в XVI веке, а развивалось и в XVII веке и завершило своё существование только в XVIII веке, когда начинается его научное изучение. Исследователи 1960—1990-х годов подтвердили эту позицию.
В советское время произошла активизация изучения летописания в связи с возобновлением деятельности Археографической комиссии и издания «Полного собрания русских летописей» по инициативе М. Н. Тихомирова. В числе исследователей второй половины XX века наибольший вклад в изучение русских летописей внесли М. Н. Тихомиров, Д. С. Лихачёв, Я. С. Лурье, В. И. Корецкий, В. И. Буганов и др.
Изучение и издание белорусско-литовских летописей осуществляли учёные Польши (И. Данилович, С. Смолька, А. Прохаска, С. Пташицкий, Я. Якубовский, Е. Охманьский), России (И. А. Тихомиров, А. А. Шахматов, М. Д. Присёлков, В. Т. Пашуто, Б. Н. Флоря), Украины (М. С. Грушевский, Ф. Сушицкий), Белоруссии (В. А. Чемерицкий, Н. Н. Улащик), Литвы (М. Ючас, Р. Ясас).

## Значение
Русские летописи являются важнейшим письменным источником по русской истории X—XVI веков, самыми значительными памятниками общественной мысли и культуры Древней Руси, а также содержат важный материал по истории России и других восточнославянских земель XVII—XVIII веков. Они отразили развитие литературного языка различных русских земель и эпох и отчасти — местных разговорных языков и диалектов. Летописи имеют большое значение для изучения русской письменности, языка и литературы. Содержат также ценный материал по истории других народов.

## Гипотезы
Учёными выделяются татищевские известия — группа исторических известий, опубликованных в историческом труде второй четверти XVIII века «История Российская» Василия Татищева, содержащих информацию, не имеющую аналогов в известных в настоящее время исторических источниках. Происхождение и достоверность этих известий носят дискуссионный характер. Представляют собой тексты различного объёма, от одного-двух добавленных слов до больших цельных рассказов, включающих пространные речи князей и бояр. Иногда Татищев комментирует эти известия в примечаниях, ссылается на летописи, неизвестные современной науке или надёжно не идентифицируемые («Ростовская», «Голицынская», «Раскольничья», «Летопись Симона епископа»). Однако в большинстве случаев источник оригинальных известий Татищевым не указывается. Особое место в массиве татищевских известий занимает Иоакимовская летопись — вставной текст, снабжённый особым введением Татищева и представляющий собой краткий пересказ особой летописи, повествующей о древнейшем периоде истории Руси (IX—X века). Татищев писал, что, по его предположению, летопись принадлежала первому новгородскому епископу Иоакиму (ум. 1030). Выдержки содержат ряд уникальных сведений по ранней истории славян и Древней Руси, которым не находится соответствия в других исторических источниках.
В 1970-е годы к татищевским известиям обратился Б. А. Рыбаков, посвятивший этой теме несколько статей и обширную монографию «Русские летописцы и автор „Слова о полку Игореве“» (1972). Он пришёл к выводу, что Татищев был добросовестным копиистом, и на основе его «Истории Российской» возможно проводить надёжные реконструкции утраченных уникальных летописей. В частности, Рыбаков сделал вывод, что татищевские известия не подчиняются интуитивно ожидаемому порядку распределения в тексте «Истории Российской», поэтому могут происходить только из действительно имевшейся у Татищева летописи. На основе общности «тенденции» татищевских известий, устанавливаемой из собственных представлений Рыбакова, он возводил их к реконструируемым «Раскольничьей» (преимущественно) и «Голицынской летописям», которые отразили другую предполагаемую им «Киевскую великокняжескую летопись» Изяслава Мстиславича, или «летопись Мстиславова племени», автором которой исследователь считал киевского боярина Петра Бориславича. В 2005 году А. П. Толочко издал монографию, в которой опровергает достоверность всех татищевских известий и утверждает, что ссылки на источники у Татищева последовательно мистифицированы. По мнению Толочко, почти все реально использовавшиеся Татищевым источники сохранились и хорошо известны современным исследователям. Скептики (С. Л. Пештич, Я. С. Лурье, Толочко) не обвиняют Татищева в научной недобросовестности и неизменно подчёркивают, что во времена Татищева не было современных понятий о научной этике и жёстких правил оформления исторического исследования. Татищевские известия, вне зависимости от отношения к ним, представляют собой вовсе не сознательную мистификацию читателя, а скорее отражают выдающуюся самостоятельную исследовательскую, отнюдь не бесхитростную «летописную» деятельность историка. Дополнительные известия — это, как правило, отсутствующие в источниках логические звенья, реконструированные автором, иллюстрации его политических и просветительских концепций. Дискуссия вокруг татищевских известий продолжается, хотя, в целом, версия их историчности на современном этапе поставлена под сомнение.
И. Е. Забелин, Б. А. Рыбаков и М. Ю. Брайчевский и некоторые другие исследователи реконструировали «Летопись Аскольда», написанную, по их мнению, в Киеве во времена правления Аскольда и Дира. Большинством современных исследователей гипотеза о существовании «Аскольдовой летописи» отвергается как не имеющая под собой оснований.
По мнению Рыбакова, «чья-то рука изъяла из „Повести временных лет“ самые интересные страницы и заменила их новгородской легендой о призвании князей-варягов». По Рыбакову, к Несторовой редакции «Повести временных лет» вернулся составитель Никоновской летописи XVI века, который донёс детали исходного предания. Редакция Нестора, согласно академику, по своей направленности была антиваряжской и содержала подробное повествование о борьбе новгородцев против Рюрика и его скандинавской дружины. Создатели второй и третьей редакций «Повести временных лет», по мысли учёного, проводили проскандинавскую тенденцию по заказу Мстислава Владимировича, опустив все подробности, которые свидетельствовали не в пользу Рюрика. Летописный рассказ о трёх братьях-варягах, ставших князьями, он считал переложением англосаксонской легенды о приглашении вождём бриттов Вортигерном двух братьев-саксов — Хенгиста и Хорсы. Историк и лингвист Е. А. Мельникова пишет, что заявленная Рыбаковым исконность сюжета о Рюрике в поздней Никоновской летописи не поддаётся верификации. Сюжет о призвании правителей, по Рыбакову взятый из западной легенды, согласно Мельниковой и Петрухину, отражает чрезвычайно широко распространённый мотив и не может рассматриваться как заимствованный.

## Издания
- Полное собрание русских летописей. — [СПб.; М.], 1841—2004. — Т. 1—43. — (Электронные тексты. Историко-архивный институт РГГУ).
- Русский времянник, сиречь летописец, содержащий российскую историю от (6730) / (862) до (7189) / (1682) лета, разделённый на две части. — М., 1820.
- Южнорусские летописи, открытые и изданные Н. Белозерским. — Киев, 1856. — Т. 1.
- Петрушевич А. С. Сводная галицко-русская летопись с 1600 по 1700 год. — Львов, 1874.
- Летопись самовидца по новооткрытым спискам с приложением трёх малороссийских хроник: Хмельницкой, «Краткого описания Малороссии» и «Собрания исторического». — Киев, 1878.
- Сборник летописей, относящихся к истории Южной и Западной Руси. — Киев, 1888.
- Зимин А. А. Краткие летописцы XV—XVI вв. // Исторический архив. — М., 1950. — Т. 5.
- Шмидт С. О. Продолжение хронографа редакции 1512 года. Исторический архив. — М., 1951. — Т. 7. — С. 255.
- Насонов А. Н. Летописный свод XV века // Материалы по истории СССР. — М.: Изд-во АН СССР, 1955. — Т. 2. — С. 273.
- Иоасафовская летопись. — М.: изд. АН СССР, 1957.
- Лурье Я. С. Краткий летописец погодинского собрания // Археографический ежегодник. — 1962. — М.: Изд-во АН СССР, 1963. — С. 431.
- Буганов В. И. Краткий московский летописец конца XVII в. из Ивановского областного краеведчского музея // Летописи и хроники — 1976. — М.: Наука, 1976. — С. 283.
- Тихомиров М. Н. Малоизвестные летописные памятники XVI века // Русское летописание. — М.: Наука, 1979. — С. 183, 220.
- Корецкий В. И. Соловецкий летописец конца XVI в. // Летописи и хроники. — 1980. — М.: Наука, 1981. — С. 223.
- Корецкий В. И., Морозов Б. Н. Летописец с новыми известиями XVI — начала XVII в. // Летописи и хроники. — М.: Наука, 1984. — С. 187.
- Киевская летопись первой четверти XVII в. // Український історичний журнал, 1989. № 2. С. 107; № 5. С. 103.
- Радзивилловская летопись. Факсимильное воспроизведение рукописи. Текст. Исследование. Описание миниатюр. — М.: Искусство, 1994.
- Присёлков М. Д. Троицкая летопись. — СПб.: Наука, 2002.

Белорусско-литовские летописи
- Полное собрание русских летописей. — СПб., 1907. — Т. 17. — Стб. 1—152; М., 1980. — Т. 35. — С. 19—84.

Сибирские летописи
- Сибирские летописи. — СПБ, 1907;
- Краткая Сибирская летопись (Кунгурская). — СПБ, 1880.